# 蓑正高
蓑 正高（みの まさたか、貞享4年（1687年） - 明和8年8月7日（1771年9月15日））は、江戸時代の猿楽師。後に抜擢され江戸幕府の幕臣となり、関東の農政に携わる。通称は庄次郎。妻は田中休愚（田中喜古）の娘。天正の頃より蓑家の者は「蓑笠之助」を名乗っていた。

## 略歴
- 貞享四年（1687年）に松平越後守の家来で江戸小沢家の長男に生まれるが、宝生座巳野庄之助兼正の養子となり、巳野庄次郎を名乗る[2]。
- 享保5年（1720年）ごろ、田中休愚の娘と結婚[2]。
- 享保11年（1726年）から始まった義父・田中休愚による酒匂川補修工事に中途より参加。
- 享保12年（1727年）に「相州酒匂川堤井御修復御用」を拝命、正式に役人として普請に当たる[2]。
- 享保14年（1729年）8月に、「関東地方御用掛[3]」を兼帯する南町奉行の大岡忠相に抜擢され、その配下となる[1]。蓑笠之助に改名[2]。
- 享保17年（1732年）支配勘定格となり、天領のうち33,500石余りを預かる[1]。
- 享保19年（1734年）3月2日、相模国津久井県（神奈川県津久井郡）において支配地が1万620石余増加される[4]。
- 元文元年（1736年）、『農家貫行』を上梓[2]。
- 元文4年（1739年）2月8日に代官となり、廩米（りんまい、蔵米）160俵を給される[1]。
- 寛延2年（1749年）5月16日、勤めぶりが「よからざるにより」出仕を止められ小普請となるが、同年8月6日に許される[1]。
- 宝暦6年（1756年）12月26日に致仕。明和8年（1771年）8月7日に死去。享年85。法名は法山で、芝の増上寺の別院心光院に葬られ、以後、同寺が蓑家の葬地となった[1]。

## 大岡支配役人
正高は元町人で、下町での商いや、山事（やまごと、投機）などで世間を渡る、世間師のような人物で蓑家の養子となっていた。どのような縁でかは不明であるが、田中休愚の元へ出入りして普請技術を学び、休愚の娘を妻とする。義父の休愚の仲介で享保14年（1729年）8月に在方普請役格となり、休愚とともに大岡忠相配下の役人集団の1人として関東の農政に携わった。休愚や正高といった武士以外の者が役人として登用されるに至ったのは、年貢増収を目的とした新田開発を担当する「関東地方御用」を町奉行が兼任することになり、人手不足により大岡が身分に関係なく有能な人材を徴用したことによる。
享保17年（1732年）6月11日、支配勘定格に昇進し、亡くなった休愚の後任として相模国酒匂川流域の3万3560石余の支配を命じられる。この際に、正高は身分が低く家も無く下僚の手代などを雇うのも困難であるとして、大岡は必要経費として金60両の拝借金を老中の松平乗邑に申請し、許可されている。
富士山の宝永大噴火により荒廃した酒匂川流域は、田中休愚により普請工事が行われ、後に正高もそれに加わって享保12年（1727年）5月に完了。両岸地域は大岡支配役人の1人である岩手信猶の担当となる。享保17年（1732年）閏5月に岩手が死去した後、同じく大岡配下の役人である荻原乗秀の預かりを経て、酒匂川流域は正高の支配地となった。同年5月1日から、正高は勘定所役人の井沢弥惣兵衛為永を責任者として東岸の普請工事を行っていたが、負担増加に村々が反発し、7月中旬頃に普請は中止となる。8月下旬に正高が担当者となって御救普請として工事は再開される。
寛保3年（1743年）7月5日、正高の支配地が再び増加され支配地が7万石となる。延享2年（1745年）に大岡忠相が関東地方御用掛を辞任したことに伴い、正高は最後まで大岡の支配下に残っていた川崎平右衛門とともに勘定奉行支配下へと異動。大岡役人集団は解散となった。正高の異動後、酒匂川の普請事業は勘定吟味役の伊沢弥惣兵衛正房の担当となった。
寛延2年に小普請となるが、正高の後、蓑家は4代にわたり代官職を受け継ぐ。

## その他の事績
正高は、「元より才智ある者なり」と言われ、『徳川実紀』にも「稼穡（かしょく、農事・租税）」を好み「水理（水利）」をよく弁え「勧農の事かしこく沙汰せし」と、その地方巧者ぶりが記されている。将軍徳川吉宗からは岡田庄大夫俊惟（としただ）・青木次郎九郎安清（やすきよ）・上坂政形とともに「よろしき御代官」の1人として評価されると同時に、上坂や田中喜乗とともに「大岡支配下の三代官」とも称され、その腹心として大岡と頻繁にやり取りをした記録が残されている。
大岡支配下の役人として働き始めた当初は御家人身分であったが、大岡の尽力により元文2年（1737年）1月2日の年始御礼のときに初めて将軍との御目見えを果たす。また、大岡は元文元年（1736年）4月9日から正高と田中善乗を昇進させる請願を繰り返しており、元文4年（1739年）2月に2人の正式な代官就任が決定した。
寛保元年（1741年）の11月19日に、支配所の相模国津久井県の村役人4名を、村方火災後の自力復興に尽力したことで褒賞し、大岡も改めてこれを賞している。
元文2年（1737年）に、村役人への自覚を求めた農政書『農家貫行』を吉宗に献上。備荒作物として薏苡仁（よくいにん、はと麦）の栽培を奨励しており、相模国足柄郡では享保19年に薏苡仁蒔付量の調査を実施している。

## 蓑笠之助
蓑家の祖先は、元は徳川家康の天正の伊賀越えを助けた服部氏で、その時の働きを賞されて「蓑 笠之助」の名を授かったと家伝にある。伊賀者であった服部正尚が家康を自分の蓑や笠で変装させ無事帰国させたという。しかし、慶長18年（1613年）、4代目・笠之助正長の時、大久保長安の罪に連座させられ、一時士籍から離れる。赦免後は大和猿楽四座の宝生座に入れられて無役となり、名は「蓑」を「巳野」と改め、「笠之助」は使わず謹慎の意を表した。以後は猿楽師となり、3代目の正高の代までそれが続く。正高が幕臣となった際に「巳野」を「蓑」に戻す。